# 木村哲也 (陸上選手)
木村 哲也(きむら てつや、1989年1月14日 - )は、兵庫県神戸市北区出身の元陸上競技選手。現指導者。専門は長距離走・マラソン。
大阪経済大学陸上競技部監督。

## 人物
兵庫県神戸市北区出身。神戸市立鈴蘭台中学校時代に陸上競技を始め、神戸市立神港高等学校を経て、2007年に大阪経済大学に進学。
2009年に第41回全日本大学対校駅伝大会に出場し、２区を出走。
2010年には3000mSCで日本インカレに出場し、決勝では６位に入賞。同年、第72回関西学生対校駅伝競走大会では１区にて区間賞を獲得。
2011年に大阪経済大学卒業後は2022年まで住友電工に所属し、2013年の関西実業団対抗駅伝にてチーム史上初となるニューイヤー駅伝出場権獲得に貢献。以降、通算４回にわたりニューイヤー駅伝ではインターナショナル区間である2区を出走。2015年の第99回日本陸上競技選手権大会の3000mSCでは8位入賞の記録を残している。
2019年3月に同陸上部を退部。個人で競技を継続し、同年開催された全日本実業団対抗選手権の3000mSCでマスターズ日本記録(M30)を樹立。
2022年4月大阪経済大学陸上競技部長距離ブロックヘッドコーチに就任。住友電工時代の先輩である竹澤健介 元大経大陸上競技部監督の後を継ぐ形で長距離選手の指導に当たり、 2022年6月に大学史上初となる全日本大学駅伝関西地区選考会をトップ通過に導いた。
2023年6月全日本大学駅伝関西地区選考会において2年連続のトップ通過を果たす。